# Saison 2006-2007 du FC Nantes Atlantique
Chronologie
Saison précédente Saison suivante

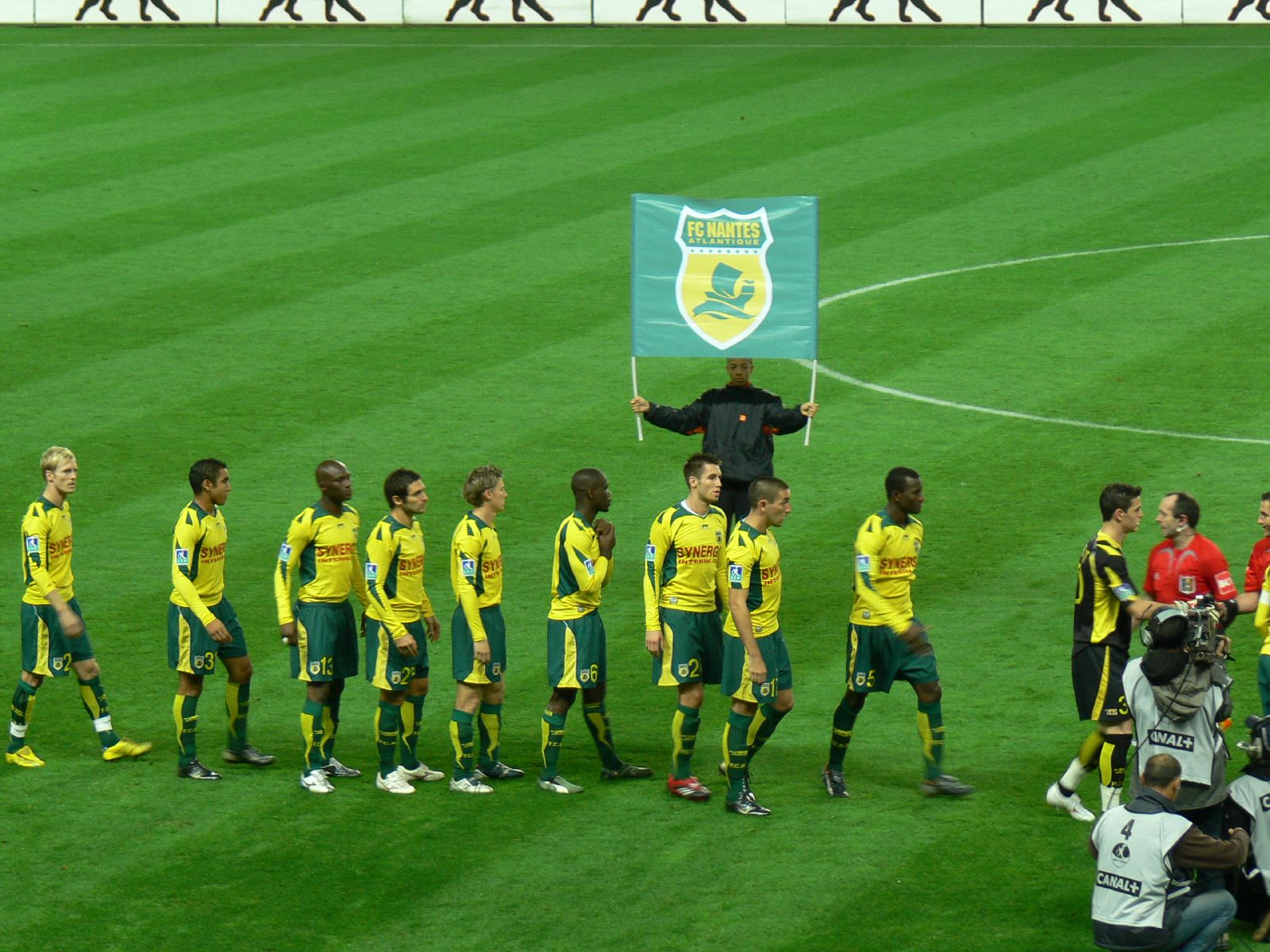
Saison 2006-2007 du FC Nantes Atlantique

La saison 2006-2007 du FC Nantes Atlantique est la 44e d'affilée du club en Ligue 1. Après une saison calamiteuse, marquée par le limogeage de deux entraîneurs (Serge Le Dizet puis Georges Eo), Nantes est officiellement relégué en Ligue 2 à l'issue de la 36e journée, le 9 mai 2007, après la rencontre Girondins de Bordeaux - FC Nantes Atlantique. Malgré la victoire nantaise (0-1), l'OGC Nice - adversaire direct pour le maintien - s'impose 1 à 0 contre le Paris SG et condamne ainsi le Football Club Nantes Atlantique à la seconde division.

## Résumé de la saison
Pour la saison 2006-2007, Rudi Roussillon annonce des ambitions en hausse : il fixe la sixième place pour objectif et finance pour cela un recrutement prestigieux, avec les milieux offensifs Nourdin Boukhari (Ajax Amsterdam) et Christian Wilhelmsson (Anderlecht), ainsi que le jeune gardien serbe Vladimir Stojkovic, jugé prometteur. Les deux derniers reviennent tout juste du Mondial qu'ils ont joué, respectivement avec les équipes de Suède et de Serbie-Monténégro.
Mais le début de saison est calamiteux. Après six journées, trois défaites et trois matches nuls pour une dix-neuvième place, Le Dizet est remplacé par Georges Eo, éternel entraîneur adjoint (depuis 1987) et vieille connaissance de Rudi Roussillon, candidat déclaré deux semaines plus tôt. Mais les choses ne s'arrangent pas malgré un sursaut contre Marseille (2-1) lors du premier match d'Eo et malgré le recrutement de Luigi Pieroni et surtout du médiatisé Fabien Barthez en janvier, en raison des performances médiocres de Stojkovic.
Au lendemain de la vingt-quatrième journée (victoire de Valenciennes à la Beaujoire, 2-5) Georges Eo est à son tour démis de ses fonctions au profit de son propre adjoint Michel Der Zakarian, ancien joueur dans les années 1980, placé en tandem avec N'Doram. Rien n'y fait : alors que l'ambiance autour du club reste explosive, entre critiques d'anciens du club, pression de l'actionnaire, critiques sur la gestion et rumeurs persistantes de vente, le club reste coincé à la dernière place à partir de la 30e journée de championnat. Le 9 mai 2007, malgré une victoire à Bordeaux (0-1, Oliech 79e) pour le compte de la 36e journée, le FC Nantes Atlantique est relégué après quarante-quatre saisons d'affilée dans l'élite du football français.

## Effectif et encadrement

### Tableau des transferts
| Nom                   | Nationalité   | Poste     | Modalités                | Provenance/Destination      | Division                     |
| --------------------- | ------------- | --------- | ------------------------ | --------------------------- | ---------------------------- |
| Arrivées              |               |           |                          |                             |                              |
| Vincent Briant        | France        | Gardien   |                          | FC Nantes Atlantique rés.   | CFA - C (D4)                 |
| Vladimir Stojković    | Serbie        | Gardien   | Transfert                | FK Étoile Rouge de Belgrade | SuperLiga (D1)               |
| Alexis Thébaux        | France        | Gardien   | Retour de prêt           | AS Cherbourg                | National (D3)                |
| Julio César Cáceres   | Paraguay      | Défenseur | Retour de prêt           | CA River Plate              | Primera División (D1)        |
| Éric Cubilier         | France        | Défenseur | Fin de contrat           | AS Monaco FC                | Ligue 1 (D1)                 |
| Soilhyo Mété          | France        | Défenseur |                          | FC Nantes Atlantique rés.   | CFA - C (D4)                 |
| Guillaume Norbert     | France        | Défenseur |                          | FC Nantes Atlantique rés.   | CFA - C (D4)                 |
| Denis Stinat          | France        | Défenseur | Retour de prêt           | Dijon FCO                   | Ligue 2 (D2)                 |
| Nourdin Boukhari      | Maroc         | Milieu    | Fin de contrat           | Ajax Amsterdam              | Eredivisie (D1)              |
| Khassimirou Diop      | Sénégal       | Milieu    |                          | FC Nantes Atlantique rés.   | CFA - C (D4)                 |
| Djaïd Kasri           | France        | Milieu    |                          | FC Nantes Atlantique rés.   | CFA - C (D4)                 |
| Alioum Saïdou         | Cameroun      | Milieu    | Fin de contrat           | Galatasaray SK              | Süper Lig (D1)               |
| Christian Wilhelmsson | Suède         | Milieu    | Transfert                | RSC Anderlecht              | Division 1 (D1)              |
| Gilles Yapi-Yapo      | Côte d'Ivoire | Milieu    | Retour de prêt           | BSC Young Boys              | Super League (D1)            |
| William Vainqueur     | France        | Milieu    |                          | FC Nantes Atlantique rés.   | CFA - C (D4)                 |
| Mamadou Bagayoko      | Mali          | Attaquant | Retour de prêt           | OGC Nice                    | Ligue 1 (D1)                 |
| Florin Bratu          | Roumanie      | Attaquant | Retour de prêt           | FC Dinamo Bucarest          | Divizia A (D1)               |
| Grégory Pujol         | France        | Attaquant | Retour de prêt           | RSC Anderlecht              | Division 1 (D1)              |
| Départs               |               |           |                          |                             |                              |
| Mickaël Landreau      | France        | Gardien   | Fin de contrat           | Paris Saint-Germain FC      | Ligue 1 (D1)                 |
| Julio César Cáceres   | Paraguay      | Défenseur | Prêt                     | Gimnàstic de Tarragona      | Primera División (D1)        |
| Pascal Delhommeau     | France        | Défenseur | Transfert                | FC Metz                     | Ligue 2 (D2)                 |
| David Leray           | France        | Défenseur | Transfert                | Tours FC                    | Ligue 2 (D2)                 |
| Denis Stinat          | France        | Défenseur | Transfert                | Stade brestois 29           | Ligue 2 (D2)                 |
| Olivier Quint         | France        | Milieu    | Fin de contrat           | Retraite sportive           |                              |
| Jérémy Toulalan       | France        | Milieu    | Transfert                | Olympique lyonnais          | Ligue 1 (D1)                 |
| Gilles Yapi-Yapo      | France        | Milieu    |                          | BSC Young Boys              | Super League (D1)            |
| Mamadou Bagayoko      | Mali          | Attaquant | Prêt avec option d'achat | Al-Wahda SCC                | UAE Football League (D1)     |
| Habib Bamogo          | France        | Attaquant | Retour de prêt           | Olympique de Marseille      | Ligue 1 (D1)                 |
| Fouad Bouguerra       | Algérie       | Attaquant |                          | Club africain               | Ligue Professionnelle 1 (D1) |
| Florin Bratu          | Roumanie      | Attaquant | Prêt avec option d'achat | Valenciennes FC             | Ligue 1 (D1)                 |
| Luigi Glombard        | France        | Attaquant |                          | Cardiff City FC             | Championship (D1)            |
| Grégory Pujol         | France        | Attaquant |                          | CS Sedan-Ardennes           | Ligue 1 (D1)                 |

| Nom                   | Nationalité | Poste     | Modalités                | Provenance/Destination | Division              |
| --------------------- | ----------- | --------- | ------------------------ | ---------------------- | --------------------- |
| Arrivées              |             |           |                          |                        |                       |
| Fabien Barthez        | France      | Gardien   |                          | Joueur libre           |                       |
| Julio César Cáceres   | Paraguay    | Défenseur | Retour de prêt           | Gimnàstic de Tarragona | Primera División (D1) |
| Jaouad Zaïri          | Maroc       | Attaquant | Prêt avec option d'achat | Boavista FC            | Primeira Liga (D1)    |
| Luigi Pieroni         | Belgique    | Attaquant | Transfert                | AJ Auxerre             | Ligue 1 (D1)          |
| Départs               |             |           |                          |                        |                       |
| Vladimir Stojkovic    | Serbie      | Gardien   | Prêt avec option d'achat | Vitesse Arnhem         | Eredivisie (D1)       |
| Alexis Thébaux        | France      | Gardien   | Prêt avec option d'achat | Dijon FCO              | Ligue 2 (D2)          |
| Julio César Cáceres   | Paraguay    | Défenseur |                          | Tigres UANL            | Primera División (D1) |
| Nourdin Boukhari      | Maroc       | Milieu    | Prêt avec option d'achat | AZ Alkmaar             | Eredivisie (D1)       |
| Christian Wilhelmsson | Suède       | Milieu    | Prêt avec option d'achat | AS Rome                | Serie A (D1)          |

| Nom            | Nationalité | Poste   | Modalités | Provenance/Destination | Division |
| -------------- | ----------- | ------- | --------- | ---------------------- | -------- |
| Arrivées       |             |         |           |                        |          |
| Départs        |             |         |           |                        |          |
| Fabien Barthez | France      | Gardien | (avril)   |                        |          |

### Staff technique
| Entraîneur              | : Serge Le Dizet |
| Entraîneur adjoint      | : Georges Eo     |
| Entraîneur des gardiens | : David Marraud  |
| Préparateur physique    | : Xavier Bernain |

### Dirigeants
| Président                        | : Rudi Roussillon  |
| Directeur Sportif                | : Robert Budzynski |
| Directeur Général                | : Jean-Luc Gripond |
| Directeur du Centre de Formation | : Laurent Guyot    |

## Compétitions

### Ligue 1
| Date              | Journée | TV           | Adversaire               | Lieu | Score | Buteurs du FCNA                              | Class. | Affluences |
| ----------------- | ------- | ------------ | ------------------------ | ---- | ----- | -------------------------------------------- | ------ | ---------- |
| 4 août 2006       | J01     | Canal+       | Olympique lyonnais       | Dom. | 1 - 3 | Boukhari 4e                                  | 19     | 35.828     |
| 12 août 2006      | J02     | -            | OGC Nice                 | Ext. | 1 - 1 | Rossi 87e                                    | 16     | 12.943     |
| 19 août 2006      | J03     | -            | ES Troyes AC             | Dom. | 1 - 1 | Kouassi 4e (csc)                             | 15     | 27.452     |
| 26 août 2006      | J04     | -            | FC Lorient               | Ext. | 1 - 3 | Da Rocha 12e                                 | 17     | 14.718     |
| 9 septembre 2006  | J05     | -            | Lille OSC                | Dom. | 1 - 1 | Payet 68e                                    | 18     | 24.708     |
| 16 septembre 2006 | J06     | -            | Valenciennes FC          | Ext. | 0 - 1 | -                                            | 19     | 14.295     |
| 24 septembre 2006 | J07     | Canal+       | Olympique de Marseille   | Dom. | 2 - 1 | Payet 38e, Norbert 49e                       | 15     | 35.068     |
| 1er octobre 2006  | J08     | -            | AJ Auxerre               | Ext. | 0 - 1 | -                                            | 18     | 8.549      |
| 14 octobre 2006   | J09     | -            | FC Sochaux-Montbéliard   | Dom. | 0 - 2 | -                                            | 20     | 26.904     |
| 21 octobre 2006   | J10     | -            | AS Nancy-Lorraine        | Ext. | 0 - 1 | -                                            | 20     | 18.225     |
| 28 octobre 2006   | J11     | -            | AS Monaco FC             | Dom. | 1 - 0 | Rossi 27e                                    | 18     | 30.745     |
| 4 novembre 2006   | J12     | -            | CS Sedan-Ardennes        | Ext. | 1 - 1 | Payet 61e                                    | 18     | 15.469     |
| 11 novembre 2006  | J13     | -            | AS Saint Étienne         | Dom. | 2 - 2 | Cubilier 39e, Boukhari 87e                   | 18     | 32.404     |
| 18 novembre 2006  | J14     | -            | RC Lens                  | Ext. | 0 - 2 | -                                            | 18     | 33.108     |
| 26 novembre 2006  | J15     | -            | Paris Saint-Germain FC   | Dom. | 1 - 1 | Da Rocha 75e                                 | 18     | 32.104     |
| 2 décembre 2006   | J16     | -            | Stade rennais FC         | Ext. | 0 - 2 | -                                            | 19     | 29.093     |
| 9 décembre 2006   | J17     | -            | Le Mans UC 72            | Dom. | 0 - 0 | -                                            | 19     | 24.357     |
| 16 décembre 2006  | J18     | -            | FC Girondins de Bordeaux | Dom. | 0 - 0 | -                                            | 19     | 26.490     |
| 23 décembre 2006  | J19     | -            | Toulouse FC              | Ext. | 4 - 0 | Rossi 62e, Cetto 68e, Oliech 77e, Diallo 86e | 17     | 16.614     |
| 13 janvier 2007   | J20     | -            | OGC Nice                 | Dom. | 1 - 0 | Pieroni 90+2e                                | 16     | 28.296     |
| 24 janvier 2007   | J21     | -            | ES Troyes AC             | Ext. | 0 - 1 | -                                            | 16     | 10.515     |
| 27 janvier 2007   | J22     | -            | FC Lorient               | Dom. | 0 - 2 | -                                            | 18     | 29.860     |
| 3 février 2007    | J23     | Canal+       | Lille OSC                | Ext. | 0 - 0 | -                                            | 18     | 14.750     |
| 10 février 2007   | J24     | -            | Valenciennes FC          | Dom. | 2 - 5 | Keserü 79e, Guillon 86e                      | 19     | 24.741     |
| 18 février 2007   | J25     | Canal+       | Olympique de Marseille   | Ext. | 0 - 0 | -                                            | 19     | 49.507     |
| 24 février 2007   | J26     | -            | AJ Auxerre               | Dom. | 1 - 1 | Keserü 76e                                   | 19     | 28.307     |
| 4 mars 2007       | J27     | Canal+ Sport | FC Sochaux-Montbéliard   | Ext. | 2 - 1 | Payet 23e, Keserü 51e                        | 19     | 14.664     |
| 10 mars 2007      | J28     | -            | AS Nancy-Lorraine        | Dom. | 2 - 1 | Diallo 35e, Faé 74e                          | 18     | 32.626     |
| 17 mars 2007      | J29     | -            | AS Monaco FC             | Ext. | 1 - 2 | Da Rocha 14e                                 | 18     | 9.493      |
| 1er avril 2007    | J30     | Canal+ Sport | CS Sedan-Ardennes        | Dom. | 0 - 1 | -                                            | 20     | 35.553     |
| 8 avril 2007      | J31     | -            | AS Saint Étienne         | Ext. | 1 - 2 | Diallo 29e                                   | 20     | 33.606     |
| 14 avril 2007     | J32     | -            | RC Lens                  | Dom. | 0 - 0 | -                                            | 20     | 33.193     |
| 21 avril 2007     | J33     | Canal+       | Paris Saint-Germain FC   | Ext. | 0 - 4 | -                                            | 20     | 42.744     |
| 28 avril 2007     | J34     | -            | Stade rennais FC         | Dom. | 0 - 2 | -                                            | 20     | 35.616     |
| 5 mai 2007        | J35     | -            | Le Mans UC 72            | Ext. | 1 - 1 | Keserü 90+3e                                 | 20     | 13.303     |
| 9 mai 2007        | J36     | -            | FC Girondins de Bordeaux | Ext. | 1 - 0 | Oliech 79e                                   | 20     | 27.432     |
| 19 mai 2007       | J37     | -            | Toulouse FC              | Dom. | 0 - 0 | -                                            | 20     | 28.771     |
| 26 mai 2007       | J38     | -            | Olympique lyonnais       | Ext. | 1 - 3 | Diallo 51e                                   | 20     | 40.149     |

### Coupe de France
| Date            | Tour            | Adversaire             | Niveau | Lieu | Score                 | Buteurs du FCNA                    | Affluence |
| --------------- | --------------- | ---------------------- | ------ | ---- | --------------------- | ---------------------------------- | --------- |
| 8 janvier 2007  | 1/32e de finale | EA Guingamp            | D2     | Dom. | 1 - 0                 | Savinaud 90e                       | 20.000    |
| 19 janvier 2007 | 1/16e de finale | Amiens SCF             | D2     | Ext. | 3 - 1                 | Pieroni 45e (pen.) 58e, Oliech 93e | 11.426    |
| 31 janvier 2007 | 1/8e de finale  | Lille OSC              | D1     | Dom. | 1 - 0 a.p.            | Keserü 120e                        | 15.000    |
| 27 février 2007 | 1/4 de finale   | CS Sedan-Ardennes      | D1     | Ext. | 1 - 1, 6-5 aux t.a.b. | Keserü 15e                         | 8.639     |
| 18 avril 2007   | 1/2 finale      | Olympique de Marseille | D1     | Ext. | 0 - 3                 | -                                  | 55.333    |

### Coupe de la Ligue
| Date                   | Tour            | Adversaire  | Niveau | Lieu | Score | Buteurs du FCNA | Affluence |
| ---------------------- | --------------- | ----------- | ------ | ---- | ----- | --------------- | --------- |
| Mardi 19 décembre 2006 | 1/16e de finale | Toulouse FC | D1     | Dom. | 1 - 3 | -               | 15.103    |

## Stats
- Meilleurs Buteurs : Dimitri Payet, Mamadou Diallo et Claudiu Keserü 4 buts
- Meilleur Ratio (Buts/Matchs) : Nourdin Boukhari 0.22
- Meilleur Passeur Décisif : Dimitri Payet 4 passes
- Joueur le plus utilisé : Alioum Saïdou 33 matchs
- Joueurs formés au club : 11 joueurs
- Taille moyenne : 1,80 m
- Le plus grand : Luigi Pieroni 1,87 m
- Le plus petit : Bocundji Ca 1,72 m
- Poids Moyen : 75,96 kg
- Moyenne d'âge : 24,47 ans
- Le plus âgé : Fabien Barthez 35 ans
- Le plus jeune : Karim El-Mourabet 19 Ans
- Le plus expérimenté : Fabien Barthez 357 matchs

## Équipe-type
| Barthez Cubilier Pierre Cetto Signorino Rossi Faé Saïdou (c) Payet Da Rocha Diallo |
| Équipe type du FC Nantes lors de la saison 2006-2007.                              |
| Barthez Cubilier Pierre Cetto Signorino Rossi Faé Saïdou (c) Payet Da Rocha Diallo |

| no | Joueur              | Nat. | Poste             | MJ | Doublure              | MJ |
| -- | ------------------- | ---- | ----------------- | -- | --------------------- | -- |
| 1  | Fabien Barthez      |      | Gardien de but    | 14 | Vladimir Stojkovic    | 10 |
| 17 | Eric Cubilier       |      | Latéral droit     | 19 | Nicolas Savinaud      | 20 |
| 5  | Jean-Jacques Pierre |      | Défenseur central | 25 | Loïc Guillon          | 26 |
| 4  | Mauro Cetto         |      | Défenseur central | 29 | Karim El-Mourabet     | 7  |
| 3  | Franck Signorino    |      | Latéral gauche    | 27 | Guillaume Norbert     | 19 |
| 6  | Emerse Faé          |      | Milieu défensif   | 24 | Milos Dimitrijevic    | 16 |
| 14 | Alioum Saïdou       |      | Milieu défensif   | 33 | Bocundji Ca           | 9  |
| 8  | Frédéric Da Rocha   |      | Ailier droit      | 31 | Christian Wilhelmsson | 13 |
| 25 | Julio Hernan Rossi  |      | Milieu offensif   | 24 | Nourdin Boukhari      | 9  |
| 31 | Dimitri Payet       |      | Ailier gauche     | 30 | Aurélien Capoue       | 10 |
| 13 | Mamadou Diallo      |      | Attaquant         | 31 | Dennis Oliech         | 23 |